# Omesso versamento di ritenute certificate
L'omesso versamento di ritenute certificate è un reato previsto dall'ordinamento italiano all'articoli 10 bis del decreto legislativo numero 74 del 2000. Assieme ai reati di indebita compensazione e omesso versamento di imposta sul valore aggiunto costituisce uno dei reati che puniscono la condotta di omesso versamento di imposte. Attraverso l'introduzione di questa norme incriminatrice, il legislatore ha in parte abbandonato la tendenza a limitare la tutela penale al momento della presentazione della dichiarazione, estendendola anche ad alcune ipotesi di mancato versamento delle imposte.

## Disciplina
L'art. 10 bis, introdotto dalla legge n. 311 del 2004, a decorrere dal 1º gennaio 2005 punisce con la reclusione da 6 mesi a 2 anni, chiunque non versa entro il termine previsto per la presentazione della dichiarazione dei sostituti d'imposta ritenute certificate ai sostituiti, per un ammontare superiore ad 150000 € per ciascun periodo d'imposta.
Il reato tende quindi a sanzionare la condotta del sostituto d'imposta che a fronte di prelievi effettuati sulle somme corrisposte ai sostituiti (si pensi al datore di lavoro verso i dipendenti), omette di riversare tali somme all'Erario.
Deve ritenersi che il reato si consumi al momento della presentazione della dichiarazione. Tuttavia poiché il termine legale per effettuare il versamento delle ritenute scade il giorno 16 del mese successivo all'effettuazione della ritenuta, il contribuente che omette il versamento entro questa data incorre comunque nella violazione amministrativa (sanzione pari al 30% dell'importo non versato).
Non costituisce inoltre reato l'omesso versamento inferiore ad 150000 €.
È dubbio se la mancata effettuazione delle ritenute ai sostituti (di importo superiore ai 150.000 euro) e il conseguente mancato versamento possano costituire reato: tuttavia questa soluzione sembra esclusa dall'espresso riferimento della norma a “ritenute certificate” e quindi eseguite, ma non versate.